# بتروتشاينا
شركة بتروتشاينا المحدودة (simplified Chinese: 中国石油天然气股份有限公司; الصينية التقليدية: 中國石油天然氣股份有限公司; (بالأويغورية: چوڭگو نېفتى)‏

## التاريخ
تأسست شركة بتروشاينا كشركة مساهمة ذات التزامات محدودة بموجب قانون الشركات لجمهورية الصين الشعبية في 5 نوفمبر 1999 ، كجزء من إعادة هيكلة CNPC . في عملية إعادة الهيكلة، ضخت CNPC في بتروشاينا معظم أصول والتزامات CNPC فيما يتعلق باستكشافها وإنتاجها وتكريرها وتسويقها، والمواد الكيميائية والغاز الطبيعي .
على الرغم من بتروشاينا هوهي الأكثر ربحية   شركة في آسيا، قد يكون هذا النجاح نتيجة لإدارة الشركات،   ولكن يمكن أيضا أن يعزى إلى قرب الثنائي   في تجارة الجملة والتجزئة للمنتجات النفطية التي تشترك فيها مع سينوبك في الصين. 
بسبب ارتباط سينوبك بالسودان من خلال الشركة الأم China Petrochemical Corporation ، قرر العديد من المستثمرين المؤسسيين مثل Harvard وYale ، في عام 2005 ، الاستغناء عن سينوبك استمرت جهود إزالة الاستثمارات في السودان في شركة بتروتشاينا منذ ذلك الحين.  الإخلاص للاستثمار ، بعد ضغوط من جماعات النشطاء، كما أعلن في بيان في الولايات المتحدة انها باعت 91 في المائة من لها إيصالات الإيداع الأمريكية في بتروتشاينا في الربع الأول من عام 2007. 
في بداية مايو 2007 ، أعلنت الشركة أنها حققت أكبر اكتشاف للنفط في الصين خلال عقد من الزمن قبالة الساحل الشمالي الشرقي للبلاد، في حقل نفط يدعى حقل Jidong Nanpu النفطي في خليج بوهاي .  في مايو 2008 تم تخفيض هذه التوقعات. 
في 7 نوفمبر، 2007 ، أعلنت شركة Hang Seng Indexes Company أن PetroChina ستكون بمثابة مؤشر Hang Hang Seng التأسيسي، اعتبارا من 10 ديسمبر 2007.  تعرضت PetroChina أيضًا للتدقيق من المنظمات الدولية لدورها في التجارة مع الحكومة السودانية التي تواصل الحرب المستمرة في دارفور .
بدأ تشغيل مصفاة مقاطعة دوشانزي التابعة لشركة بتروتشاينا في 24 سبتمبر 2009. تعد المصفاة أكبر مصفاة في الصين بطاقة سنوية تبلغ 10 ملايين طن من النفط ومليون طن من الإيثيلين. المصفاة جزء لا يتجزأ من طموحات الصين لاستيراد النفط من كازاخستان . 
في فبراير 2011 ، وافقت PetroChina على دفع 5.4 مليار دولار مقابل حصة 49 ٪ في الأصول الصخرية Duvernay الكندية المملوكة لشركة Encana . كان هذا أكبر استثمار للصين في الغاز الصخري حتى الآن.  سميت شركة PetroChina التابعة لها في كندا بـ PetroChina Canada ولها مكتب في كالجاري . وهي تعمل تحت إشراف لي تشى مينغ. 
وقعت الصين صفقة في عام 2016 مع شركة النفط النيبالية لبيع 30 ٪ من إجمالي استهلاك النفط النيبالي . تخطط الصين لبناء خط أنابيب إلى Panchkhal في نيبال إلى جانب مستودع للتخزين. 
في عام 2017 ، ارتفعت أسهم شركة بتروتشاينا بعد ارتفاع أسعار الغاز الطبيعي للاستخدام التجاري. 
في فبراير 2019 ، كجزء من مشروع Arrow Energy المشترك مع شركة Royal Dutch Shell ، حصلت الشركة على عقود إيجار بقيمة 10 مليارات دولار (AUS) لصالح مشروع Surat في كوينزلاند، أستراليا.  في مايو 2019 ، تم تصدير Liaoyang Petrochemical Corp ، إحدى وحدات PetroChina ، إلى أوروبا لأول مرة. سجلت شركة بتروتشاينا أرباحاً بقيمة 4 مليارات دولار أمريكي لعام 2019.

### اقتباسات
1. 1 2  مذكور في: Global LEI index. الوصول: 17 سبتمبر 2024.
2. 1 2  بتروتشاينا. "تقرير سنوي". اطلع عليه بتاريخ 2016-11-02.
3. ↑  وصلة مرجع: http://www.reuters.com/finance/stocks/companyOfficers?symbol=PTR. الوصول: 13 نوفمبر 2014.
4. ↑  وصلة مرجع: https://www.hkex.com.hk/eng/invest/company/profile_page_e.asp?WidCoID=0857&WidCoAbbName=&Month=&langcode=e.
5. 1 2  "Annual Report 2017" (PDF). PetroChina Company Limited, March 22, 2018. مؤرشف من الأصل (PDF) في 2018-06-19. اطلع عليه بتاريخ 2018-05-29.
6. ↑  Sinopec, PetroChina persevere with shale gas as drilling costs fall | S&P Global Platts نسخة محفوظة 5 أبريل 2018 على موقع واي باك مشين.
7. ↑  Response to Berkshire Hathaway's statement on its holdings in PetroChina Company Limited نسخة محفوظة 2008-06-25 على موقع واي باك مشين., Sudan Divestment Task Force, 2007-02-23. Retrieved on 2007-03-28. [وصلة مكسورة]
8. ↑  "Darfur activists claim Fidelity success". Financial Times. 16 مايو 2007. مؤرشف من الأصل في 2016-03-09.
9. ↑  "China claims major oil field find". BBC News. 4 مايو 2007. مؤرشف من الأصل في 2007-08-27. اطلع عليه بتاريخ 2010-05-22.
10. ↑  "China: PetroChina's Jidong Nanpu oil field smaller than originally thought". Energy-pedia.com. مؤرشف من الأصل في 2011-10-06. اطلع عليه بتاريخ 2018-01-29.
11. ↑   https://web.archive.org/web/20080227181950/http://main.hsi.com.hk/hsicom/announce/20071107e.pdf. مؤرشف من الأصل في 2008-02-27. اطلع عليه بتاريخ 2019-10-24. {{استشهاد ويب}}: الوسيط |title= غير موجود أو فارغ (مساعدة)صيانة الاستشهاد: BOT: original URL status unknown (link)
12. ↑  PetroChina Activates China's Biggest Refinery نسخة محفوظة 2009-09-28 على موقع واي باك مشين. - The China Perspective
13. ↑  "Subscribe to read". Financial Times. مؤرشف من الأصل في 2011-02-12. اطلع عليه بتاريخ 2018-01-29. {{استشهاد ويب}}: الاستشهاد يستخدم عنوان عام (مساعدة)
14. ↑  "Executive Team - Brion Energy". Brionenergy.com. مؤرشف من الأصل في 2017-08-30. اطلع عليه بتاريخ 2017-05-15.
15. ↑  "PetroChina to increase investment in oil, gas business despite financial crisis_English_Xinhua". News.xinhuanet.com. مؤرشف من الأصل في 2016-03-04. اطلع عليه بتاريخ 2017-05-15.
16. ↑  "PetroChina's shares fuelled by increase in natural gas prices". جريدة جنوب الصين الصباحية (بالإنجليزية). Archived from the original on 2019-09-30. Retrieved 2017-11-14.
17. ↑  "Shell, PetroChina JV Arrow wins leases for big Australian gas project". Reuters (بالإنجليزية). 28 Feb 2019. Archived from the original on 2019-09-18. Retrieved 2019-05-22.